# Tors bockar (skulptur)

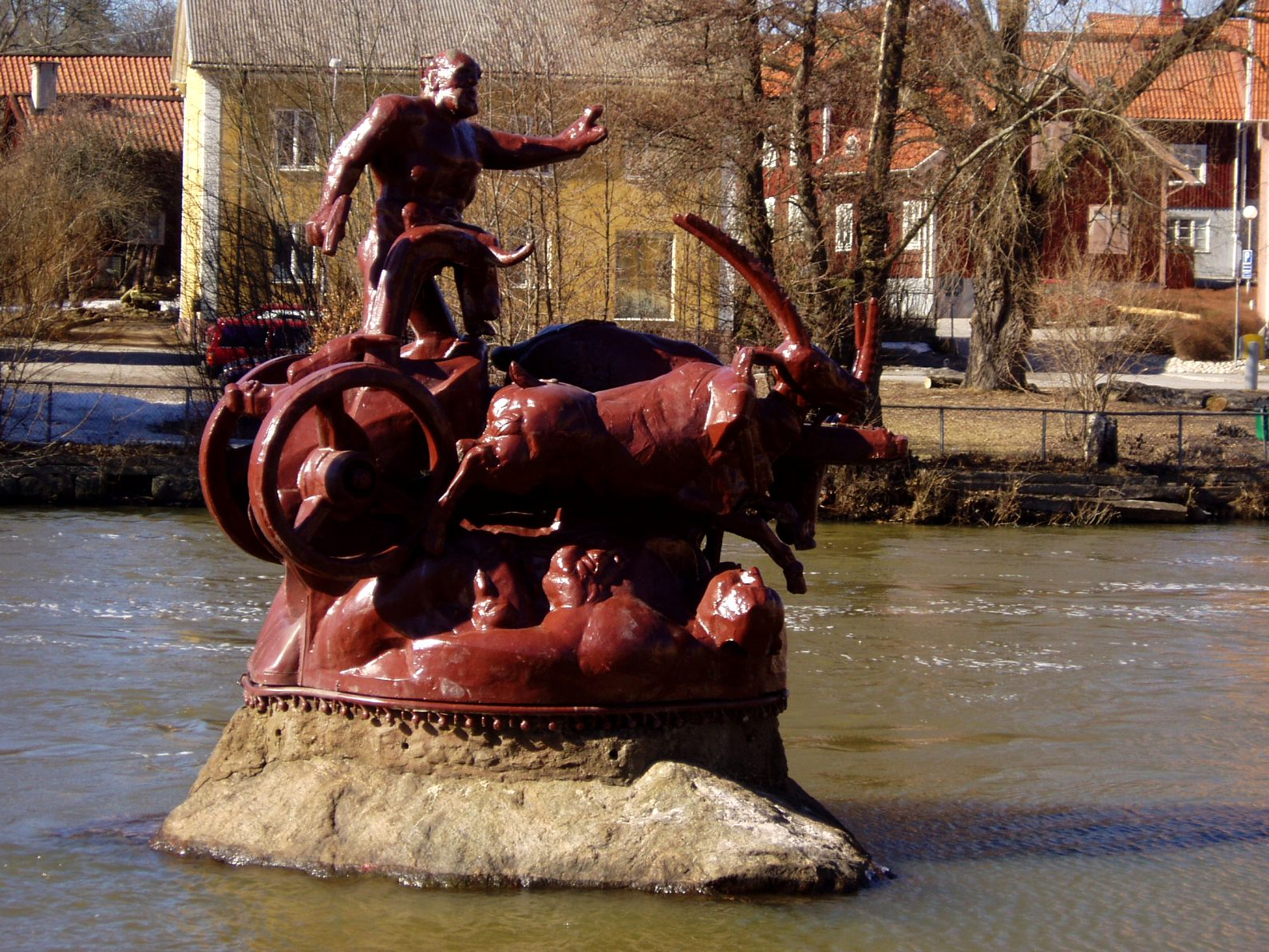
Tor och bockarna.

Tors bockar är en gjutjärnsskulptur skapad av Allan Ebeling, placerad i Torshällaån i Torshälla och invigd den 30 juni 1960. Skulpturen avbildar åskguden Tor, som i en vagn dras av hans två bockar, Tanngnjost och Tanngrisner, vilket är inspirerat av nordisk mytologi. Den fungerar även som en fontän.

## Renovering
Den 21 oktober 2020 lyftes skulpturen bort från sin plats i Torshällaån för renovering, då järnstommen var rostig och behövde åtgärdas. Varje år tvättas konstverket och en skyddande vaxyta appliceras på plats, men denna gång målades skulpturen även med ny färg.
Under renoveringen upptäcktes en metallkapsel i en dold lucka mellan Tors ben. Fyndet ställdes ut på Ebelingsmuseet samma år, och en ny tidskapsel från 2020 placerades i skulpturen.